# 坡心镇 (屯昌县)
坡心镇，是中华人民共和国海南省屯昌县下辖的一个乡镇级行政单位。

## 行政区划
坡心镇下辖以下地区：
加买社区、高朗村、关朗村、马朗村、高坡村、新坡村、海株村、南台村和白石村。